# Darko Matić
Darko Matić (Domaljevac, 26 settembre 1980) è un dirigente sportivo ed ex calciatore croato, di ruolo centrocampista, attuale direttore sportivo del Dalian Pro.

## Palmarès
- Super League: 1
  - Beijing Guoan (2009)